# Revsunds socken
Revsunds socken i Jämtland ingår sedan 1974 i Bräcke kommun och motsvarar från 2016 Revsunds distrikt.
Socknens areal är 448,10 kvadratkilometer, varav 373,55 land. År 2000 fanns här 2 065 invånare. Tätorterna Gällö och Pilgrimstad, småorten Stavre samt kyrkbyn Revsund med sockenkyrkan Revsunds kyrka ligger i socknen. 

## Administrativ historik
Revsunds socken har medeltida ursprung. 1891 utbröts Nyhems socken efter att församlingen tidigare varit kapellag från 1851.
Vid kommunreformen 1862 överfördes ansvaret för de kyrkliga frågorna till Revsunds församling och för de borgerliga frågorna till Revsunds landskommun. Landskommunen utökades 1952 och uppgick 1974 i Bräcke kommun. Församlingen uppgick 2010 i Revsund, Sundsjö, Bodsjö församling.
1 januari 2016 inrättades distriktet Revsund, med samma omfattning som församlingen hade 1999/2000.
Socknen har tillhört fögderier, tingslag och domsagor enligt vad som beskrivs i artikeln Jämtland. De indelta soldaterna tillhörde Jämtlands fältjägarregemente och Jämtlands hästjägarkår.

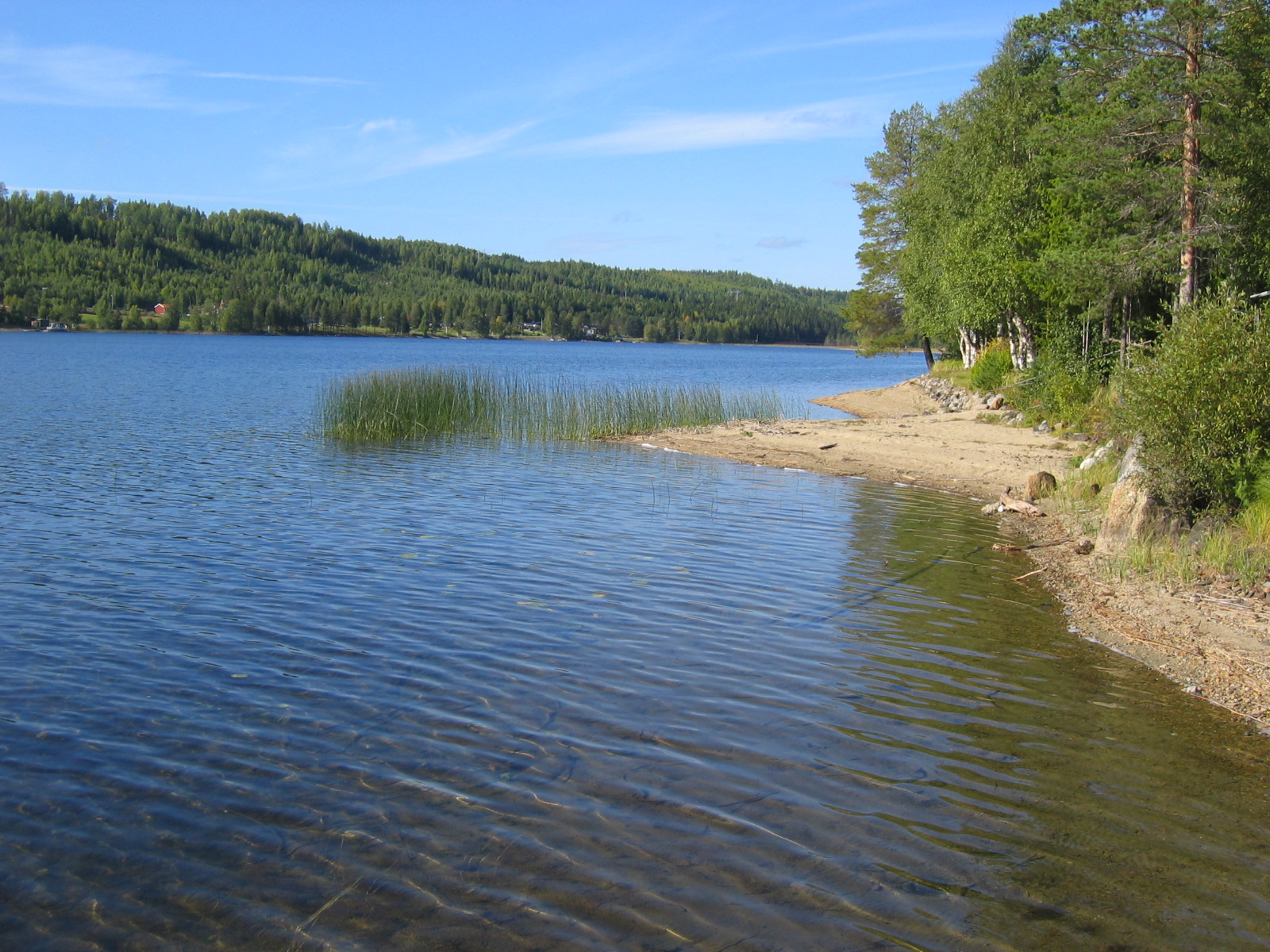
Revsundssjön

## Geografi
Revsunds socken ligger kring norra och mellersta Revsundssjön. Socknen har odlingsbygd vid sjösystemet och är i övrigt en skogsbygd med höjder som i öster når 519 meter över havet.
Socknen genomkorsas av europaväg 14 (E14) och Mellanriksbanan Sundsvall-Ånge-Bräcke-Östersund-Storlien.

### Geografisk avgränsning
Revsunds sockens nordligaste punkt ligger vid berget Rutfjället, cirka 3 km norr om Pilgrimstad. På platsen ligger "tresockenmötet" Revsund-Brunflo-Sundsjö. Gränsen mellan Revsund och Brunflo socken i Östersunds kommun går mot sydväst till sjön Svänglingen. Det rör sig om en fristående enklav av Brunflo socken. I nordväst (mellan Svänglingen och Karl-Nilsberget) gränsar socknen mot Lockne socken (Östersunds kommun). I området ligger byn Skylnäs. 
I väster och sydväst avgränsas Revsunds socken av Bodsjö socken. I området ligger byarna Döviken och Fjäl. Socknens sydligaste punkt ligger vid Korsviken av sjön Väster-Märlingen (329 m ö.h.). Här ligger "tresockenmötet" Revsund-Bodsjö-Bräcke.
I sydost ligger Bräcke socken. Revsunds socken präglas i de centrala delarna av Ammerön, en ö som ligger helt inom socknen. På ön ligger byarna Ösjö, Rind, Gåsböle, Nor samt Ammer. 
Gränsen mellan Revsund och Bräcke socken går genom Mordviksfjärden av Revsundssjön och in i Gimån. "Tresockenmötet" Revsund-Bräcke-Nyhem ligger i Gimån strax nedströms åns utflöde ur sjön Grötingen. 
I nordost gränsar Revsunds socken till Nyhems socken. Längs vandringsleden Håvdsjöleden ligger, strax söder om Binnån, "tresockenmötet" Revsund-Nyhem-Sundsjö. Den nordostligaste delen av Revsund gränsar mot Sundsjö socken. I området ligger sjön Björnsjön samt Björnsjövallen fäbodar.

## Byar och hemman
Revsunds socken består historiskt av nedan listade byar och enstaka hemman. När en by har flera hemman anges också hemmansnumren.
- Ammer, by med tre hemman (1–3) på Ammerön i Revsundssjön, känd sedan medeltiden. Färjeförbindelsen Ammeröleden mellan Ammer och Stavre förbinder Ammerön med fastlandet.
- Anviken, by med två hemman (1–2), känd sedan medeltiden, har namn efter en vik i Revsundssjön. På byns mark ligger samhället Pilgrimstad, som växt fram kring järnvägsstationen med samma namn.
- Backe, enstaka hemman, känt sedan 1600-talet, möjligen redan på 1500-talet.
- Björnön, enstaka hemman, känt sedan medeltiden. Väster om själva byn ligger gården Herrevadsströmmen vid Skravelån. Där bedrevs i slutet av 1930-talet kvarn- och sågverksrörelse. Kvarnen inrymde två par stenar, skrädverk och sikt. Sågverket, som fyllde egna och traktens behov, rymde såg med ram, dubbelt kantverk och hyvelmaskin. Ett elektriskt kraftverk med en effekt på 60 hästkrafter, uppfört 1914, levererade kraft huvudsakligen till Revsunds och Bodsjös kyrkbyar. En ångkraftscentral för elektrisk energi på 60 hästkrafter, uppförd 1936, lämnade kraft till Gimåns flottningsförening för hopbuntning av timmer samt i övrigt till abonnenter i bygden.[8]
- Bodsjölandet, avradsland, i jordeboken första gången 1715, beläget söder om sjön Grötingen. Inom gränserna finns bebyggelsen Grötingen som växt fram kring järnvägsstationen med samma namn.
- Brattbyn, by med två hemman (1–2), känd sedan medeltiden. Bebyggelsen har tillsammans med Sund räknats som en småort, Brattbyn och Sund.
- Döviken, enstaka hemman, känt sedan medeltiden.
- Förberg, enstaka hemman, känt sedan medeltiden.
- Grimnäs, by med tre hemman (1–3), känt sedan medeltiden. Den ursprungliga byn har sannolikt också omfattat intilliggande Grimnäsbacken, Mellgård och Östergrimnäs. De ligger intill varandra på västra sidan av ett näs som sluttar ner mot Revsundssjön.
- Grimnäsbacken (kallas Backen), enstaka hemman, känt sedan 1600-talet, se Grimnäs.
- Grötingen, se Bodsjölandet.
- Grötingslandet, avradsland, i jordeboken första gången 1715, beläget norr om sjön Grötingen, sannolikt aldrig bebott.
- Gåsböle, enstaka hemman på Ammerön, känt sedan medeltiden.
- Gällön, by med tre hemman (1–3), känd sedan medeltiden. Tätorten Gällö, som har växt fram kring järnvägsstationen med samma namn, ligger på mark från Gällön, Lillgården, Oppne och Ubyn.
- Hållborgen, enstaka hemman, känt sedan medeltiden.
- Jönsåsböle, enstaka hemman på Ammerön.
- Kavåsen, se Sandnäs.
- Lillgården, enstaka hemman, av ägogränserna att döma en avsöndring från Gällön. Tätorten Gällö ligger delvis på mark från Lillgården.
- Mellgård, enstaka hemman, namnet syftar på läget mellan Grimnäs och Östergrimnäs. Att döma av namnet har Mellgård en gång varit en del av byn Grimnäs.
- Mälgåsen, by med fyra hemman (1–4), känd sedan medeltiden.
- Nor, by med två hemman (1–2) på Ammerön, känd sedan medeltiden.
- Norder Ösjö, se Ösjö.
- Oppne, enstaka hemman, känt sedan medeltiden. Ägogränserna mellan Oppne och Ubyn gör det troligt att de ursprungligen utgjorde en by. När järnvägen drogs genom trakten anlades på Oppnes mark en station som fick namnet Gällö. Kring stationen växte samhället Gällö fram.
- Prästbordet, enstaka hemman med Revsunds kyrka, belägen vid sundet mellan Anviksjön och Revsundssjön.
- Pilgrimstad, se Anviken.
- Rensved, enstaka hemman, känt sedan 1600-talet.
- Revsund, se Sund.
- Revsunds prästbord, se Prästbordet.
- Rind, by med två hemman (1–2) på Ammerön, känd sedan medeltiden.
- Sandnäs (äldre även Kavåsen), enstaka hemman, känt sedan medeltiden. Sandnäs är en bebyggelse vid Sandnösfjärden i Revsundssjön, Kavåsen ett ödesböle inom samma gränser, numera kallat Kavåsvallen.
- Skylnäs, by med två hemman (1–2), känd sedan medeltiden.
- Stavre, by med två hemman (1–3), känd sedan medeltiden, bebyggelsen har utvecklats till småorten Stavre.
- Sund, enstaka hemman, känt sedan medeltiden, beläget söder om sundet som förbinder Anviksjön och Revsundssjön och som har gett upphov till namnet Revsund. Revsunds kyrka ligger norr om sundet på mark som tillhör Prästbordet. Någon by Revsund finns inte, men namnet Revsund har varit ett alternativt namn på gården Sund. Sund har tillsammans med Brattbyn räknats som en småort, Brattbyn och Sund.
- Sunnestbyn, enstaka hemman.
- Södra Ösjö, se Ösjö.
- Ubyn, by med två hemman (1–2), känd sedan medeltiden. Ägogränserna mellan Oppne och Ubyn gör det troligt att de ursprungligen utgjorde en by. Tätorten Gällö ligger delvis på mark från Ubyn.
- Värviken, by med två hemman (1–3), känd sedan medeltiden, byn har namn efter en vik i Anviksjön.
- Ösjö, enstaka hemman på Ammerön, känt sedan medeltiden, ligger vid Ösjön på ön Ammerön i Revsundssjön och har bydelarna Södra Ösjö söder om sjön och Norder Ösjö på norra sidan.
- Östergrimsjö, enstaka hemman, omnämns 1566 som Östergården i byn Grimnäs. Östergrimnäs utgör den sydligaste delen  av en sammanhängande bebyggelse som består av Grimnäs, Mellgård och Östergrimnäs med utsträckning från norr till söder vid Revsundssjön. Väderstrecken räknas i orten förskjutna motsols, därav förleden Öster- trots det sydliga läget i förhållande till Grimnäs och Mellgård.

## Fornlämningar
Cirka 50 boplatser från stenåldern, samt över 80 fångstgropar har påträffats. Järnåldern representeras av en del stensättningar. Vid Gällö finns en kammargrav från vikingatiden. Dessutom finns ett tiotal ödegårdar från medeltiden. Vid Gällö ligger Gällö skans.

## Namnet
Namnet (1344 Refsundir) kommer från kyrkplatsen vid ett sund i Revsundssjön. Förleden har oklar tolkning, där rev, räv och ett mansnamn Räv (Rääf) föreslagits.
Namnet skrevs före 1 november 1913 även Refsunds socken
. 

## Befolkningsutveckling
| Befolkningsutvecklingen i Revsunds socken 1750–1990                                                      | Befolkningsutvecklingen i Revsunds socken 1750–1990 | Befolkningsutvecklingen i Revsunds socken 1750–1990 | Befolkningsutvecklingen i Revsunds socken 1750–1990 | Befolkningsutvecklingen i Revsunds socken 1750–1990 |
| --- | --------------------------------------------------- | --------------------------------------------------- | --------------------------------------------------- | --------------------------------------------------- |
| |                                                     |                                                     |                                                     |                                                     |
| År |                                                     |                                                     | Folkmängd                                           |                                                     |
| 1750 | 1750                                                |                                                     | 551                                                 |                                                     |
| 1760 | 1760                                                |                                                     | 610                                                 |                                                     |
| 1769 | 1769                                                |                                                     | 591                                                 |                                                     |
| 1780 | 1780                                                |                                                     | 658                                                 |                                                     |
| 1790 | 1790                                                |                                                     | 684                                                 |                                                     |
| 1800 | 1800                                                |                                                     | 724                                                 |                                                     |
| 1810 | 1810                                                |                                                     | 854                                                 |                                                     |
| 1820 | 1820                                                |                                                     | 938                                                 |                                                     |
| 1830 | 1830                                                |                                                     | 1 010                                               |                                                     |
| 1840 | 1840                                                |                                                     | 1 049                                               |                                                     |
| 1850 | 1850                                                |                                                     | 1 138                                               |                                                     |
| 1860 | 1860                                                |                                                     | 1 051                                               |                                                     |
| 1870 | 1870                                                |                                                     | 1 246                                               |                                                     |
| 1880 | 1880                                                |                                                     | 1 514                                               |                                                     |
| 1890 | 1890                                                |                                                     | 2 041                                               |                                                     |
| 1900 | 1900                                                |                                                     | 2 306                                               |                                                     |
| 1910 | 1910                                                |                                                     | 2 659                                               |                                                     |
| 1920 | 1920                                                |                                                     | 2 756                                               |                                                     |
| 1930 | 1930                                                |                                                     | 2 693                                               |                                                     |
| 1940 | 1940                                                |                                                     | 2 618                                               |                                                     |
| 1950 | 1950                                                |                                                     | 2 581                                               |                                                     |
| 1960 | 1960                                                |                                                     | 2 567                                               |                                                     |
| 1970 | 1970                                                |                                                     | 2 306                                               |                                                     |
| 1980 | 1980                                                |                                                     | 2 467                                               |                                                     |
| 1990 | 1990                                                |                                                     | 2 447                                               |                                                     |
| Anm: Källor: Umeå universitet - Tabellverket 1749-1859, Demografiska databasen, CEDAR, Umeå universitet. |                                                     |                                                     |                                                     |                                                     |

## Kända personer från bygden
- Maritza Horn (sångerska)